# ハプログループQ-M120 (Y染色体)
ハプログループQ-M120 (Y染色体)（ハプログループQ-M120 (Yせんしょくたい)、系統名称Q1a1a、英: Haplogroup Q-M120 (Y-DNA)）とは、分子人類学において人類の父系を示すY染色体ハプログループ（型集団）の分類で、ハプログループQの子系統Q1a1のうち、「M120」の変異によって定義されるグループである。約15,900年前に、南シベリアで誕生したと考えられる。

## 分布
ハプログループQ-M120は、東アジアにおいて全体として低い頻度で観測される。一方で、東ヨーロッパ（モルドバ）のキンメリア人や中世ハンガリーのマジャル人、バイカル湖南部に位置するフブスグル地域の青銅器時代の人骨からの検出例も報告されており、この父系系統がかつてユーラシアステップ全域に広範に分布していた可能性が示唆されている。このほか、 韓国群山市堂北里甕棺墓（紀元後六世紀・朝鮮三国時代の百濟国領内）出土のGUC002(おそらくGUC001とGUC003も)がこのハプログループに属している。
アラスカのツィムシアン族において、Q-M120に最も近縁なQ-pre-M120という稀な系統が検出されている。

## 各民族における頻度
- ニヴフ人（サハリン島） 8.1%,[5]
- ドンガン人（キルギス） 7.5%,[6]
- 漢民族 1.8%~7.1%,[7]
- コリャーク人 5%,[5]
- キン族（ホーチミン市） 4.3%,[8]
- バローチ人（スィースターン・バルーチェスターン州） 4.2%,[9]
- トゥバ人 4.17%,[10]
- グルジア人（ジョージア） 3.8%,[11]
- エヴェンキ（サハ共和国） 3.5%,[5]
- チベット民族 1.3%[12]~2.2%[7]
- 朝鮮民族 2.2%,[6]
- ウイグル人（新疆ウイグル自治区） 1.4%~2.0%,[13]
- モン族（ラオス） 1.96%,[14]
- グジャール族（英語版）（ジャンムー・カシミール州） 1.6%,[15]
- モンゴル人 1.25%,[16]
- カルムイク人 0.9%,[17]
- 日本人 0.38%,[18]

## 下位区分
ISOGG 2018による系統樹
- Q1a1 (F746/NWT01)
  - Q1a1a (M120)
    - Q1a1a1 (F1626)
      - Q1a1a1a (F4528/Z19217)
      - Q1a1a1b (PH5117)

    - Q1a1a2 (M7417, Z35917, Z35919, Z43853)